# Удэгейская легенда
«Удэгейская легенда» — национальный парк на территории Красноармейского района Приморского края России.

## История создания
Планирование создания национального парка велось с начала 1990-х годов, официально национальный парк был образован 9 июня 2007 года с целью сохранения природы западного макросклона Сихотэ-Алинь, развития экологического туризма.
Общая площадь национального парка по данным лесоустройства 103,744 тыс. га. В парке зарегистрировано 28 археологических памятников различных эпох: стоянки каменного века, городища средневековья.

## Название
Первоначально парк должен был называться «Среднеуссурский», однако по совету директора национального парка «Зов тигра», было выбрано более звучное и потенциально привлекательное название «Удэгейская легенда», что впоследствии привело к конфликтам с местными общинами удэгейцев, решивших, что парк создан с целью сохранения их культуры и должен полностью принадлежать им. По состоянию на 2018 год конфликт не исчерпан: продолжаются разбирательства в судах и иных инстанциях различных уровней.

## География
«Удэгейская легенда» расположена в предгорной части западного хребта Сихотэ-Алинь. Включает в себя три части: среднюю, приустьевую, а также нижнюю. Территория района расположена между двумя краевыми центрами — Владивостоком и Хабаровском. В связи с ошибками в документах при регистрировании территории, а также с судебными разбирательствами с различными организациями, точные границы парка до сих пор не установлены.
Администрация национального парка располагается в селе Рощино, в нескольких километрах от районного центра Новопокровка.
Климат территории континентальный с муссонными чертами.

## Флора и фауна
На территории парка происходят значительные перепады высот (от 200 метров над уровнем моря в долине реки Большая Уссурка до 1180 метров на самых высоких вершинах) определяется наличие высотной поясности. Произрастает 30 редких сосудистых растений, которые нуждаются в охране: диоскорея японская, эвриала устрашающая, бадан, женьшень, калипсо клубневая, микробиота, рододендрон Фори, тис остроконечный и другие, а также 12 видов лишайников, которые занесены в Красную книгу. Леса национального парка отличаются своей высокой продуктивностью растительности (более 100 ц/га), тем самым обеспечивает высокий запас фитомассы.
Охраняемые виды (млекопитающие): амурский тигр, гималайский медведь, красный волк. В парке отмечено 28 видов насекомых, занесённых в Красную книгу Российской Федерации.